# Basement (architectuur)

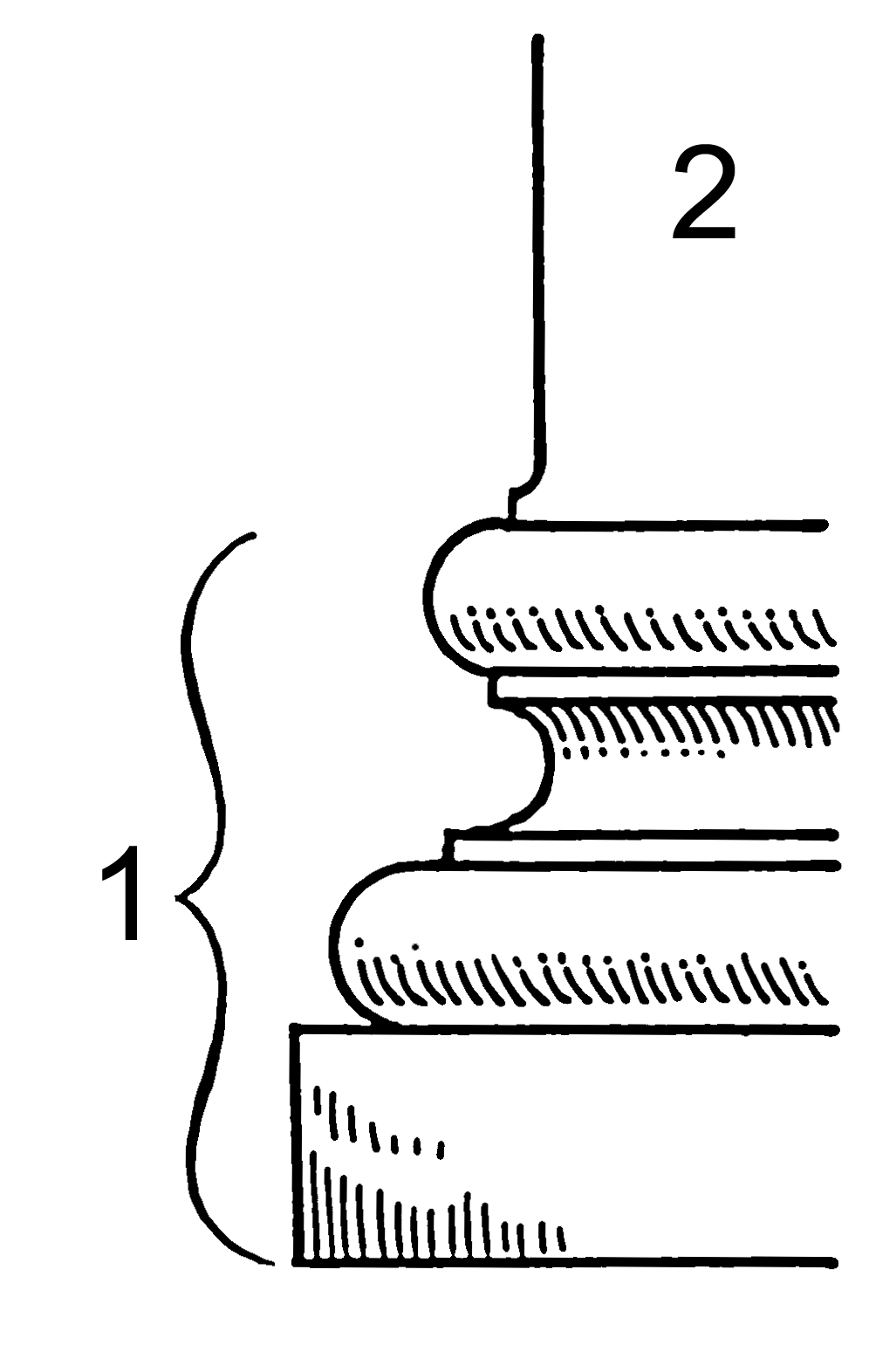
Nr 1 is het basement

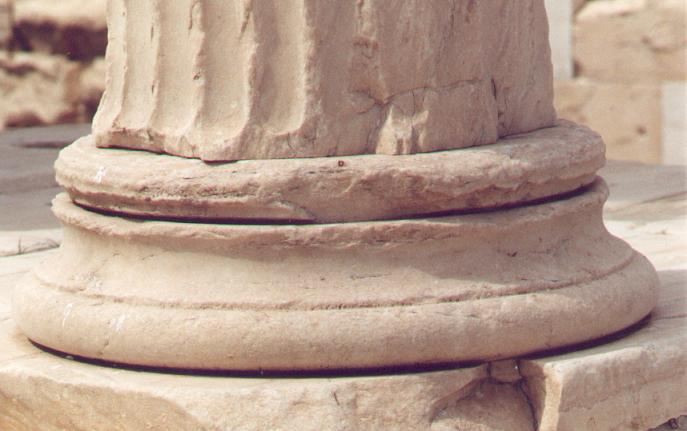
Het basement van een Ionische zuil

Het basement is het onderste deel van een zuil, pilaster of pijler. De term basement stamt uit de Oud-Griekse architectuur. In de Griekse bouwkunst onderscheiden we de Dorische, de Korinthische en de Ionische bouwstijl. De Dorische zuilen kennen geen basement.
Boven op het basement volgt de schacht van een zuil. Onder het basement ligt het stylobaat.

## Gebouw
Ook een gebouw kan een basement hebben. In de meest bescheiden vorm is dat een plint als onderdeel van de gevel, maar in de meeste gevallen biedt het basement ruimte aan een souterrain of onderhuis. Daar bevonden zich dan de ruimtes voor het personeel, de keuken en andere werkruimten, terwijl de heer des huizes op de bel-etage woont, vaak direct bereikbaar via het bordes.